# Paul Wells
Pour les articles homonymes, voir Paul Wells (théologien) et Wells.
Paul Wells (né en 1966 à Sarnia en Ontario) est un journaliste canadien. Il est actuellement chroniqueur pour la revue Maclean's.

## Biographie
Wells fait ses études à l'université de Western Ontario, obtenant son baccalauréat en sciences politiques en 1989. Pendant ses études, Wells travaille activement pour The Gazette, le journal étudiant. Après ses études, il devient stagiaire au Montreal Gazette. Il déménage ensuite en France pendant un an pour y étudier la politique et améliorer son français.
En 1994, Wells est affecté à Ottawa en tant que chroniqueur politique pour The Gazette. Il contribue également occasionnellement au magazine Saturday Night. En 1998, il fait le saut au National Post en tant que chroniqueur politique. Après l'acquisition du journal par la famille Asper et les coupures de personnel sévères qui s'ensuivent, il devient frustré par le journal ; en 2003, il quitte le Post pour travailler pour Maclean's. Sa chronique occupait jadis la dernière page du magazine, l'emplacement rendu célèbre pendant plusieurs années par Allan Fotheringham, mais il est aujourd'hui placé dans les premières pages avec les autres chroniques. En plus de sa chronique hebdomadaire, il écrit un blogue, Inkless Wells, qui est hébergé par le site web de Maclean's.
Son premier livre, Right Side Up: The Fall of Paul Martin and the Rise of Stephen Harper's New Conservatism, qui raconte la campagne électorale de 2006 qui a porté Stephen Harper au pouvoir, paraît en novembre 2006.

## Source
- (en) Cet article est partiellement ou en totalité issu de l’article de Wikipédia en anglais intitulé « Paul Wells » (voir la liste des auteurs).